# Olympische Winterspiele 2018/Teilnehmer (Kroatien)
| Gelbes Symbol für Goldmedaillen mit stilisierten Olympischen Ringen | Graues Symbol für Silbermedaillen mit stilisierten Olympischen Ringen | Braundes Symbol für Bronzemedaillen mit stilisierten Olympischen Ringen |
| ------------------------------------------------------------------- | --------------------------------------------------------------------- | ----------------------------------------------------------------------- |
| —                                                                   | —                                                                     | —                                                                       |

Kroatien nahm an den Olympischen Winterspielen 2018 in Pyeongchang mit 19 Athleten in vier Disziplinen teil, davon zwölf Männer und sieben Frauen. Fahnenträger bei der Eröffnungsfeier war Natko Zrnčić-Dim.

## Teilnehmer nach Sportarten

### Bob
| Athleten                                                 | Wettbewerb | Lauf 1  | Lauf 1 | Lauf 2  | Lauf 2 | Lauf 3  | Lauf 3 | Lauf 4        | Lauf 4        | Gesamt      | Gesamt |
| Athleten                                                 | Wettbewerb | Zeit    | Rang   | Zeit    | Rang   | Zeit    | Rang   | Zeit          | Rang          | Zeit        | Rang   |
| -------------------------------------------------------- | ---------- | ------- | ------ | ------- | ------ | ------- | ------ | ------------- | ------------- | ----------- | ------ |
| Männer                                                   |            |         |        |         |        |         |        |               |               |             |        |
| Dražen Silić Benedikt Nikpalj                            | Zweierbob  | 50,76 s | 30     | 50,91 s | 30     | 50,99 s | 30     | ausgeschieden | ausgeschieden | 2:32,66 min | 30     |
| Dražen Silić Mate Mezulić Benedikt Nikpalj Antonio Zelić | Viererbob  | 50,18 s | 28     | 50,64 s | 28     | 50,63 s | 28     | ausgeschieden | ausgeschieden | 2:31,45 min | 28     |

### Rennrodeln
| Athlet        | Wettbewerb | Lauf 1   | Lauf 1 | Lauf 2   | Lauf 2 | Lauf 3   | Lauf 3 | Lauf 4        | Lauf 4        | Gesamt       | Gesamt |
| Athlet        | Wettbewerb | Zeit     | Rang   | Zeit     | Rang   | Zeit     | Rang   | Zeit          | Rang          | Zeit         | Rang   |
| ------------- | ---------- | -------- | ------ | -------- | ------ | -------- | ------ | ------------- | ------------- | ------------ | ------ |
| Frauen        |            |          |        |          |        |          |        |               |               |              |        |
| Daria Obratov | Einsitzer  | 48,615 s | 28     | 48,252 s | 28     | 48,686 s | 29     | ausgeschieden | ausgeschieden | 2:25,553 min | 27     |

### Ski Alpin
| Athleten         | Wettbewerbe  | 1. Lauf     | 2. Lauf       | Gesamt        | Gesamt        |
| Athleten         | Wettbewerbe  | Zeit        | Zeit          | Zeit          | Rang          |
| ---------------- | ------------ | ----------- | ------------- | ------------- | ------------- |
| Frauen           |              |             |               |               |               |
| Andrea Komšić    | Riesenslalom | 1:15,54 min | 1:12,96 min   | 2:28,50 min   | 32            |
| Andrea Komšić    | Slalom       | 53,41 s     | 52,85 s       | 1:46,26 min   | 31            |
| Leona Popović    | Riesenslalom | DNF         | ausgeschieden | ausgeschieden | ausgeschieden |
| Ida Štimac       | Riesenslalom | 1:16,86 min | 1:14,32 min   | 2:31,18 min   | 34            |
| Ida Štimac       | Slalom       | DNF         | ausgeschieden | ausgeschieden | ausgeschieden |
| Lana Zbašnik     | Riesenslalom | DNS         | DNS           | DNS           | DNS           |
| Männer           |              |             |               |               |               |
| Elias Kolega     | Slalom       | 51,18 s     | 50,94 s       | 1:42,12 min   | 23            |
| Samuel Kolega    | Riesenslalom | 1:14,61 min | 1:14,13 min   | 2:28,74 min   | 37            |
| Istok Rodeš      | Slalom       | 49,60 s     | 51,81 s       | 1:41,41 min   | 21            |
| Matej Vidović    | Slalom       | DNF         | ausgeschieden | ausgeschieden | ausgeschieden |
| Natko Zrnčić-Dim | Abfahrt      | −           | −             | DNS           | DNS           |
| Natko Zrnčić-Dim | Super-G      | −           | −             | 1:27,05 min   | 29            |
| Natko Zrnčić-Dim | Kombination  | 1:22,07 min | 48,48 s       | 2:10,55 min   | 19            |
| Filip Zubčić     | Super-G      | −           | −             | DNF           | DNF           |
| Filip Zubčić     | Riesenslalom | 1:10,95 min | 1:10,89 min   | 2:21,84 min   | 24            |
| Filip Zubčić     | Slalom       | DNF         | ausgeschieden | ausgeschieden | ausgeschieden |
| Filip Zubčić     | Kombination  | 1:21,54 min | 48,06 s       | 2:09,60 min   | 12            |

### Skilanglauf
| Athleten          | Wettbewerbe     | Qualifikation | Qualifikation | Viertelfinale | Viertelfinale | Halbfinale    | Halbfinale    | Finale        | Finale        | Rang |
| Athleten          | Wettbewerbe     | Zeit          | Rang          | Zeit          | Rang          | Zeit          | Rang          | Zeit          | Rang          | Rang |
| ----------------- | --------------- | ------------- | ------------- | ------------- | ------------- | ------------- | ------------- | ------------- | ------------- | ---- |
| Frauen            |                 |               |               |               |               |               |               |               |               |      |
| Vedrana Malec     | 10 km Freistil  | −             | −             | −             | −             | −             | −             | 30:20,3 min   | 71            | 71   |
| Vedrana Malec     | Sprint          | 3:54,76 min   | 64            | ausgeschieden | ausgeschieden | ausgeschieden | ausgeschieden | ausgeschieden | ausgeschieden | 64   |
| Gabrijela Skender | Sprint          | 3:56,23 min   | 65            | ausgeschieden | ausgeschieden | ausgeschieden | ausgeschieden | ausgeschieden | ausgeschieden | 65   |
| Männer            |                 |               |               |               |               |               |               |               |               |      |
| Krešimir Crnković | 15 km Freistil  | −             | −             | −             | −             | −             | −             | 36:44,7 min   | 47            | 47   |
| Krešimir Crnković | 30 km Skiathlon | −             | −             | −             | −             | −             | −             | 1:23:26,9 h   | 53            | 53   |
| Edi Dadić         | 15 km Freistil  | −             | −             | −             | −             | −             | −             | 36:57,2 min   | 53            | 53   |
| Edi Dadić         | 30 km Skiathlon | −             | −             | −             | −             | −             | −             | DNF           | DNF           | DNF  |
| Edi Dadić         | Sprint          | 3:33,17 min   | 70            | ausgeschieden | ausgeschieden | ausgeschieden | ausgeschieden | ausgeschieden | ausgeschieden | 69   |